# Al-Khansa'
Al-Khansāʾ, in arabo ألخنساء‎?, cioè dal naso camuso, laqab di Tumāḍir bint ʿAmr (Najd, 575 circa – 644 o 661), è stata una poetessa araba.
La sua produzione di elegie è particolarmente importante nel periodo preislamico della letteratura araba.
Apparteneva alla tribù dei Banu Sulaym ed era figlia di ʿAmr b. al-Ḥārith, del clan dei Sharīd (e in seguito sayyid dei B. Sulaym), e di Sulmā bint Abī Sulmā, dei B. Muzayna.
Dopo aver rifiutato un matrimonio con il sayyid dei Banū Jusham b. Muʿāwiya dei B. Hawāzin, nonché poeta come lei, Durayd ibn al-Simma, a causa dell'età avanzata di questi, Tumāḍir - detta poi al-Khansāʾ per la particolare forma del suo naso - sposò Mirdās Abī ʿĀmir da cui ebbe sei figli, di cui quattro morti nella battaglia di al-Qādisiyya. 
Si convertì all'Islam nel 629, durante un viaggio a Medina, e morì in età avanzata, probabilmente nello stesso anno del califfo ʿOmar (644) o quando Muʿāwiya salì al trono (662).
La sua produzione poetica è esclusivamente legata alle elegie, anche a causa dei molti lutti in famiglia (tra cui due fratelli, periti in uno dei tanti scontri tra le tribù beduine del Najd). 

Al-Khansāʾ diede all'elegia araba la forma con cui tuttora è conosciuta, riformando un genere nato già nel VI secolo.
Durante la fiera di 'Ukaz il poeta Nabigha al-Dhubyani esclamò dopo averla ascoltata «Puoi tenere la testa ben alta, giacché sei il maggior poeta tra la gente dotata di testa».